# (34401) Kaibeecher
(34401) Kaibeecher es un asteroide perteneciente al cinturón de asteroides, descubierto el 1 de septiembre de 2000 por el equipo del Lincoln Near-Earth Asteroid Research desde el Laboratorio Lincoln, Socorro, Nuevo México.

## Designación y nombre
Designado provisionalmente como  2000 QK116. Fue nombrado por Kaitlin Beecher, quien fue mentora de un finalista del Broadcom MASTERS 2018, una competencia de matemáticas y ciencias para estudiantes de secundaria. Imparte clases en la Bear River Charter School, Logan, Utah. 

## Características orbitales
Kaibeecher está situado a una distancia media del Sol de 2,636 ua, pudiendo alejarse hasta 2,853 ua y acercarse hasta 2,419 ua. Su excentricidad es 0,082 y la inclinación orbital 3,775 grados. Emplea 1563,31 días en completar una órbita alrededor del Sol.

## Características físicas
La magnitud absoluta de Kaibeecher es 15,07. Tiene 3,567 km de diámetro y su albedo se estima en 0,167.